# Kargalichthys
Kargalichthys è un genere estinto di pesci ossei appartenente alla famiglia Platysomidae e all’ordine Platysomiformes, vissuto nel Permiano medio in quella che oggi è la Russia europea. La specie tipo, e l'unica nota finora, è Kargalichthys efremovi.

## Descrizione
Kargalichthys comprende pesci di dimensioni medie e dal corpo alto, con un profilo corporeo posteriore più ripido rispetto a quello anteriore. Il suspensorium è verticale. L’opercolo è più piccolo rispetto al subopercolo. Sono presenti due paia di postcleitrali e un numero ridotto di raggi branchiostegali. Le pinne pettorali sono ampie alla base e localizzate vicino al margine ventrale del corpo, mentre le pinne pelviche sono piccole e poste poco distanti dalle pettorali. Le mascelle presentano piccoli denti aguzzi, con una mandibola inferiore robusta. L’ornamentazione delle ossa dermiche consiste generalmente in creste disposte in modo concentrico, mentre cleitro e supracleitro mostrano rilievi allungati lungo il proprio asse maggiore. 
Le scaglie del fianco sono alte e ornate da rilievi ruvidi, lunghi e corti, orientati caudalmente, accompagnati da tubercoli lungo il margine posteriore. Le scaglie presentano un’ornamentazione del campo libero composta da denticoli triangolari, orientati posteriormente, e da piccoli rilievi. I denticoli occupano generalmente le porzioni centrale e posteriore del campo libero, mentre le porzioni superiore e inferiore delle scaglie dell’anteriore corporeo sono percorse da creste longitudinali parallele all’asse del corpo. Le scaglie laterali anteriori mostrano due o tre rilievi nella porzione anteriore del campo libero. Il margine ventrale del corpo è ricoperto da scaglie specializzate dotate di numerose spine. Sono presenti piastre anali.

## Classificazione
Il genere fu descritto formalmente nel 2009, sulla base di esemplari rinvenuti nella Formazione di Amanak dell’Oblast' di Orenburg, anche se il nome era già in uso in forma manoscritta nel 1986. 
L’olotipo è rappresentato da un esemplare quasi completo (SGU 104-B/R-20), proveniente dalla località di Kichkass, distretto di Perevolotsky, nell'Oblast' di Orenburg. L’orizzonte stratigrafico è la Formazione di Amanak, corrispondente allo stadio Urzhumiano del Permiano medio (Guadalupiano inferiore).
I resti di Kargalichthys sono noti negli orizzonti fossiliferi dei piani Kazaniano e Urzhumiano della Serie Biarmiana, nonché nella parte inferiore dello stadio Severodviniano della Serie Tatariana, nella Russia europea.